# Алианса
Алианса (порт. Aliança) — муниципалитет в Бразилии, входит в штат Пернамбуку. Составная часть мезорегиона Мата-Пернамбукана. Входит в экономико-статистический микрорегион Мата-Сетентриунал-Пернамбукана. Население составляет 36 992 человека. Занимает площадь 273 км².

## История
Город основан 1 января 1929 года. 

## Статистика
- Валовой внутренний продукт на 2004 год составляет 117 634 реалов (данные: Бразильский институт географии и статистики).
- Валовой внутренний продукт на душу населения на 2004 год составляет 3174 реала (данные: Бразильский институт географии и статистики).